# Homeland Park
Homeland Park és una concentració de població designada pel cens dels Estats Units a l'estat de Carolina del Sud. Segons el cens del 2000 tenia 6.337 habitants.

## Demografia
Segons el cens del 2000, Homeland Park tenia 6.337 habitants, 2.685 habitatges i 1.772 famílies. La densitat de població era de 512,9 habitants/km².
Dels 2.685 habitatges en un 29,8% hi vivien nens de menys de 18 anys, en un 41,2% hi vivien parelles casades, en un 18,8% dones solteres, i en un 34% no eren unitats familiars. En el 29,5% dels habitatges hi vivien persones soles el 12% de les quals corresponia a persones de 65 anys o més que vivien soles. El nombre mitjà de persones vivint en cada habitatge era de 2,36 i el nombre mitjà de persones que vivien en cada família era de 2,88.
Per edats la població es repartia de la següent manera: un 24,8% tenia menys de 18 anys, un 9,6% entre 18 i 24, un 27,5% entre 25 i 44, un 22,3% de 45 a 60 i un 15,8% 65 anys o més.
L'edat mediana era de 36 anys. Per cada 100 dones de 18 o més anys hi havia 85,7 homes.
La renda mediana per habitatge era de 25.008 $ i la renda mediana per família de 30.878 $. Els homes tenien una renda mediana de 26.959 $ mentre que les dones 18.635 $. La renda per capita de la població era de 12.787 $. Entorn del 13,3% de les famílies i el 17% de la població estaven per davall del llindar de pobresa.

## Poblacions més properes
El següent diagrama mostra les poblacions més properes.